# Зу-н-Нун аль-Мисри
Зу-н-Нун Абу Фаид Савбан ибн Ибрахим аль-Мисри, известный как Зу-н-Нун аль-Мисри́ (араб. ذو النون المصري‎; 796, Ахмим — 859, Каир) — египетский суфий.

## Биография
О его жизни сохранилось не так много сведений. Прозвище «Зу-н-Нун» означает «обладатель рыбы» (прозвище пророка Юнуса), а нисба «аль-Мисри» указывает на происхождение из Египта.
Зу-н-Нун много путешествовал по Сирии и Аравии, был учителем многих суфийских мудрецов, в том числе его учеником был Сахл ат-Тустари. В 829 году был арестован по обвинению в ереси и отправлен в тюрьму в Багдад, но затем был отпущен благодаря вмешательству халифа аль-Мутаваккиля, который проникся красноречием пленника. После освобождения отправился в места, где впоследствии был возведён Каир, где и умер.
Считается одним из самых могущественных ранних суфийских святых, алхимиком, чудотворцем, покровителем врачей, умевшим, кроме всего этого, читать древнеегипетские иероглифы. Ему также приписывается введение понятия «гнозис» в исламе. Ни одна из его письменных работ не сохранилась, но существует огромное количество стихов, поговорок и афоризмов, сохранившихся в устной традиции, авторство которых приписывается ему.
Духовный путь аль-Мисри с восхищением описывал суфийский поэт Ходжа Ахмед Ясави в цикле стихов «Дивани хикмат».